# Deer Park (Alabama)
Deer Park – jednostka osadnicza w Stanach Zjednoczonych, w stanie Alabama, w hrabstwie Washington.